# 彼得安东尼
拿督彼得安东尼（1971年2月24日—），马来西亚政治人物，为社会民主和谐党联合创始人兼前主席，曾任沙巴州议会文那纳州议员。他也是Asli Jati有限公司董事经理、马来西亚卡达山杜顺姆鲁协会（KDM）的主席。2016年至2021年在人民复兴党担任副主席，并从2018年至2020年在人民复兴党执政的沙巴政府内阁中担任基础设施发展部长。2021年12月28日，因与民兴党的政治分歧宣布退党和组建支持沙巴人民联盟的新政党，在2022年2月21日公布所创政党名为「社会民主和谐党」（KDM）。2025年3月4日，彼得安东尼涉及的伪造文书指控被法院裁定罪名成立，他从即日起处于3年监禁。

## 生平
彼得安东尼于1971年2月24日出生于马来西亚沙巴州的丹南，在加入政界之前是一名商人。
2012年3月28日，彼得安东尼取代约翰安布（John Ambrose）的职位，担任马来西亚卡达山杜顺姆鲁协会（KadazanDusun Murut Malaysia，简称KDM Malaysia）主席，这是一个专注为沙巴土著社群服务的非政府组织。在此之前，他担任该协会的副主席和财政总监。他在任内其中一项成就是2016年创立了卡达山杜顺姆律足球俱乐部，这是一支以参加马来西亚FAM杯联赛为目标的新球队。彼得安东尼同年12月对参加俱乐部选拔测试的球员的出席率和质量感到满意。
2016年10月17日，由前巫统副主席沙菲宜阿达领导的新政党获得社团注册局的批准，接管休眠的沙巴传承发展党，并将其改组为沙巴人民复兴党。彼得安东尼与巫统沙巴州仙本那区部副主席赵占山巴贡和行动党沙巴州秘书王鸿俊共同受委民兴党副主席一职，他也成为党主席沙菲益阿达的重要盟友。在沙菲益阿达担任乡村与区域发展部长期间，他被授予城市供水项目 (BALB) 合同和多个农村供电项目。彼得安东尼也是从马来西亚农村和地区发展部（KKLW） 获得项目的承包商的中间人。
2017年2月，巫统基层运动主席祖卡乃因（Zulkarnain Mahdar）向反贪会投报，指控沙菲宜任期内涉嫌滥权，把价值1.8亿令吉的多项计划颁发给彼得安东尼的Asli Jati有限公司。彼得安东尼对此强调自己的公司乃透过竞标，赢得乡区部的两项工程，同时愿意配合反贪会的调查，以还自己一个清白。同年10月5日，沙巴人民复兴党传出涉及政府基建工程的贪腐案，该党13名重要领袖相继被捕。担任民兴党副主席的彼得安东尼是其中之一，他在赴反贪会（MACC）亚庇总部给口供时，遭反贪会逮捕。民兴党与彼得安东尼的支持者对此质疑反贪会的调查行动是出于政治动机。民主行动党元老林吉祥也怀疑这起贪污案调查的政治动机所在，并指国阵政府也曾指控他本身向前首相马哈迪·莫哈末受取10亿令吉的污蔑说法。时任副首相阿末扎希则对此否认反贪员的调查存在政治动机，强调反贪会的调查非常透明。彼得安东尼在被反贪会扣留5天后因脱水和头痛问题，在私人医院接受治疗至10月13日。同日，他被允许以50,000令吉的保释金和在两名担保人的情况下释放。

### 州议员（2018－）
2018年第14届全国大选同步举行的沙巴选举中，民兴党与希望联盟组成合作关系，决定在沙巴及纳闽的17个国会议席和45个州议席上阵，彼得安东尼负责上阵文那纳（Melalap）议席，并获得胜利。民兴党与希望联盟也在选后掌握沙巴州议会的35个多数席位组成州政府。5月16日，民兴党在州元首敦朱哈的见证下，举行宣誓就任沙巴内阁成员的仪式，彼得安东尼担任基础建设与发展部部长。
同年12月12日，彼得安东尼取代沙巴足球协会（Persatuan Bola Sepak Sabah-SAFA）前主席阿利尤斯·西皮尔（Alijus Sipil）的职位，担任该协会的代理主席。他在任内的首要任务是解决该协会的欠债和提升球队在各联赛的表现。2019年10月，沙巴足球协会在2019-2020年度大会上，正式委任彼得安东尼担任沙巴足球协会（SAFA）的新主席。他向马新社记者表示，他计划发展每个地区的足球计划，希望挖掘出7到12岁球员的才华，成为未来的中坚力量。同时为各自领域制定发展足球的计划，确保每个地区的足球协会能够发挥各自的作用。
2018年至2020年，沙巴足球协会在他的带领下开启新篇章，成功将该协会从前任领导人继承的数百万令吉债务负担中解脱出来，并在1年时间内，沙巴足球队成功赢得在2019年马来西亚首要联赛冠军，结束了长达23年的冠军荒，从而使球队获得了下赛季重返联赛的资格。2020年，尽管因为Covid-19病毒大流行影响了该协会的发展计划和部分赛事，但在他带领下，沙巴足球联队依然在同年9月马来西亚超级足球联赛在里卡斯体育馆以3-2战胜马六甲联队。
2020年7月29日政治危机中，沙巴州民兴党政权受到前首长慕沙阿曼发动的政变影响，时任首席部长沙菲益阿达于7月30日被迫向州元首敦朱哈要求批准解散州议会，沙巴随即进入看守政府和备战州选举的状态，彼得安东尼因此辞去州政府职位。同年9月27日举办的第16届沙巴选举中，彼得安东尼成功在6角战中以5,245选票捍卫N42文那纳（Melalap）议席。不过他所属的民兴党+阵营则在州选中败给国阵与国盟所组成的沙巴人民联盟（GRS）。同年9月28日，为了专注政治危机带来的影响，彼得安东尼在亚庇宣布辞去SAFA主席一职，即日起生效。
2021年3月，彼得安东尼在无人挑战下，蝉联卡达山杜顺姆鲁协会的主席。12月28日，彼得安东尼在亚庇国际机场上，向记者宣布他退出民兴党和打算组建一个新政党，并计划与沙巴人民联盟（GRS）领导的沙巴州政府合作。他表示，他因为看到民兴党西渡半岛的决定，已经在为沙巴人民的斗争中误入歧途，认为有必要建立一个真正捍卫沙巴人民的政党。他也否认因所面对的庭案而退党，强调是因为这样符合沙巴基层人民的声音。
2022年2月21日，彼得安东尼在亞庇國際機場对记者透露，他所创立的新政党已经获得社团注册局的批准成立，名为「社会民主和谐党」（KDM），这是一个以沙巴当地人组成的多元种族政党。5月26日，彼得安东尼涉及沙巴大学（UMS）的伪造文书案件，吉隆坡地庭法院裁定罪名成立，他被判处入狱3年和罚款50,000令吉。他被允许缴付罚款后，在等待上诉高等法院期间暂停执行监禁刑期。
2022年8月9日，彼得安东尼涉及2014年橡胶小园主发展局（RISDA）的5项洗黑钱和一项教唆他人串媒的案件，在案情有新进展后，获得法庭宣判无罪释放。然后，他于11月15日试图在沙巴丹南提名参与第15届全国大选，但被选举委员会以涉及的另一宗官司而拒绝他的参选资格，结果引起了其支持者的骚动，迫使警方出动联邦后备部队控制场面。他随着就提名资格被拒绝一事向警方报案，并在被扣留了一晚后在隔天早上获释。
2025年3月4日，彼得安东尼涉及的伪造文书指控的最后上诉请求被法庭驳回，而一致维持原判，他被判处3年监禁及5万令吉罚款，从即日起服刑。随着其指控的司法判决结果，彼得安东尼的女儿普西拉·彼得（Priscella Peter）于3月7日承继其父亲的政治职务，接掌社会民主和谐党。
2025年3月14日，彼得安东尼申请司法复核，其州议员资格得以保住。

## 争议

### 伪造文书指控
2015年3月12日，彼得安东尼被沙巴反贪会根据2009年反贪会法令第17 (b) 条文传召，他被告知与2014年沙巴大学（UMS）的一宗贿赂案件有关，他在支付10,000令吉保释金后获得保释。
2017年10月5日，彼得安东尼卷入沙巴政府基建工程的贪腐案，在亚庇反贪会被逮捕。11月6日至7日，反贪会传召彼得安东尼与民兴党主席沙菲益阿达，以调查沙菲益阿达为他签署支持信，将维修合约授予Asli Jati有限公司，然后再提交给财政部批准。反贪会副专员阿占·巴基表示，针对沙菲益阿达的调查仅在他对彼得安东尼的支持信中的作证。
2021年1月6日，彼得安东尼以实施的行动管制令限制他前往首都的理由，向吉隆坡地庭提交申请，要求将案件移交给沙巴亚庇地庭审理。3月18日，吉隆坡地庭以无权将案件移交至沙巴为由驳回申请，他必须在审理案件期间出庭。
案件于2021年4月5日正式开审，彼得安东尼被控涉嫌在2014年6月13日至8月21日期间，在布城的联邦政府行政中心的首相首席机要秘书办公室伪造支持信，将沙巴大学（UMS）价值4300万的电子和机械维修系统合约颁发给他担任董事经理的Syarikat Asli Jati有限公司，抵触了刑事法典第468条文。他还面临另一项交替控状，在未经许可下，伪造志期2014年7月11日的沙巴大学校长办公室信函，并在信函中作出虚假陈述，同意将维修期延长至5年，抵触了刑事法典第471条文。控方辩称，在这起案件中，彼得安东尼在向当时的首相兼财政部长纳吉·阿都拉萨提出申请后，使用UMS信笺将项目交给他的公司时非法获利。同年12月14日，吉隆坡地庭宣判彼得安东尼使用伪造文书表罪成立，必须出庭自辩。
2022年5月26日，吉隆坡地庭法院裁定彼得安东尼伪造文书罪名成立。法官阿祖拉·阿兹（Azura Alwi）指出，在听取和审查辩方和控方的陈述后，法院裁定检方成功地证明彼得安东尼的表面控诉证据确凿，并根据《刑事法典》第468条文，判决彼得安东尼入狱3年和罚款50,000令吉，若未能支付罚款则加监15个月。他被允许在等待高等法院针对地庭法院的裁定提出上诉期间，可以暂停执行监禁刑期，但必须先支付50,000令吉的罚款。彼得安东尼表示会尊重法庭的判决，并强调本身还有两次上诉机会，会继续争取上诉。
2022年7月28日，彼得安东尼以高等法院和上诉庭批准暂缓前首相纳吉·阿都拉萨在SRC案刑罚为由，要求暂缓执行监禁刑罚。其代表律师德瓦南丹向地庭法官阿祖拉说，彼得安东尼应获暂缓执刑，因为纳吉不仅在高庭，也在上诉庭阶段获暂缓刑罚的先例。地庭于8月1日批准了他的申请，保释金也从5万令吉提高至8万令吉。后来，彼得安东尼透过其代表律师于11月14日就吉隆坡地庭法官阿祖拉·阿兹对他作出的裁判决定提出上诉。2天后，高等法院驳回控方反对暂缓执行刑罚的上诉申请。
2023年4月18日，沙巴高等法院驳回彼得安东尼犯有伪造文件罪的上诉申请，并维持吉隆坡地庭法院对他的裁判决定。2天后，彼得安东尼就高等法院决定维持他的定罪和监禁以及伪造文件的罪名提出最后上诉。
2025年3月4日，彼得安东尼的最后上诉请求被上诉法庭三司驳回，而一致维持吉隆坡地庭法院的原判，他被判处3年监禁及5万令吉罚款。上诉法院对彼得安东尼的判决结论指出，上诉法庭在很大程度上取决于证人的可信度以及法院直接观察和评估其诚实和准确性时形成的印象，因此确信地方法院法官在事实和法律依据上均作出正确裁决，不存在推翻的理由。

### 洗黑钱与教唆他人犯罪指控
2018年1月3日，彼得安东尼被马来西亚反贪会传召，以调查一宗2014年与橡胶小园主发展局（RISDA）价值15,545,400令吉购买土地案件。他在1月5日前往反贪会沙巴办事处报到，在录取口供后随即被捕，并在3天后被押往亚庇法庭申请延长扣留。直到1月13日因身体不适，他获准以5万5000令吉保释金和一名当地担保人保释外出，在离开法院后前往医院接受治疗。后来因为2018年马来西亚大选希盟与民兴党的获胜，有关调查暂时停止。
2020年6月9日，彼得安东尼再次因相同案件，被反贪会传召调查。6月11日，彼得安东尼在沙巴亚庇特别贪污法庭上，被控在2014年至2016年期间，涉及Budiman Juta私人有限公司5项总额875万令吉的洗黑钱控状。同年6月18日，他在同一法庭被提审，加控一项涉嫌与他人串谋的罪状，但彼得安东尼不认罪。法庭允许他以50万令吉保释金，外加两名本地担保人保释，以及两个附加条件；向法庭交出护照保管和每两个月向沙巴反贪污委员会办公室报到一次。
2022年8月9日，彼得安东尼面对的6项洗黑钱和教唆他人的罚名，获得法庭宣判无罪释放。亚庇地庭法官阿布巴卡马纳（Abu Bakar Manat）在判决书中表示，根据案情有新的进展，该决定是在考虑了控方的论点和辩方的要求后作出的。彼得的的律师马丁汤米（Martin Tommy）向总检察长依德鲁斯·哈伦要求让彼得安东尼免于「释放不等于无罪」的判决获得批准，并获得法官同意接纳。彼得的律师马丁汤米解释，案件涉及的金额达1500万令吉是由另一名被告（律师）支付给RISDA，这是他要求法庭释放彼得安东尼的依据。

## 封衔
- 彭亨
  -  彭亨王冠拿督勋章 (DIMP) - 拿督  (2009)[62]
- 沙巴 :
  -  神山辉煌勋章 (PGDK) - 拿督 (2018)[63]

## 选举成绩
| 年份 | 选区      |                                        |                      | 得票数 | 得票率 | 竞选对手                              | 得票数 | 得票率 | 总票数 | 多数票 | 投票率 |
| ---- | --------- | -------------------------------------- | -------------------- | ------ | ------ | ------------------------------------- | ------ | ------ | ------ | ------ | ------ |
| 2018 | N35文那纳 |                                        | 彼得安东尼 (民兴党)  | 5,010  | 46.81% | 拉汀马礼（Radin Malleh） (沙巴团结党) | 4,717  | 44.08% | 10,986 | 293    | 78.50% |
| 2018 | N35文那纳 | Jaineh Juata (沙巴立新党)              | 彼得安东尼 (民兴党)  | 5,010  | 46.81% | 861                                   | 8.05%  |        | 10,986 | 293    | 78.50% |
| 2018 | N35文那纳 | Chinly Moniu (爱沙巴党)                | 彼得安东尼 (民兴党)  | 5,010  | 46.81% | 69                                    | 0.64%  |        | 10,986 | 293    | 78.50% |
| 2018 | N35文那纳 | Lidos Rabih (沙巴民族党)               | 彼得安东尼 (民兴党)  | 5,010  | 46.81% | 45                                    | 0.42%  |        | 10,986 | 293    | 78.50% |
| 2020 | N42文那纳 |                                        | 彼得安东尼（民兴党） | 5,245  | 50.18% | 加玛威（Jamawi Jaafar）（巫统）       | 3,526  | 33.73% | 10,453 | 1,719  | 74.70% |
| 2020 | N42文那纳 | 拉汀马礼（Radin Malleh）(沙巴团结党）  | 彼得安东尼（民兴党） | 5,245  | 50.18% | 1,356                                 | 13.00% |        | 10,453 | 1,719  | 74.70% |
| 2020 | N42文那纳 | 阿比昂绍孙（Apiang Sausun）（爱沙党）  | 彼得安东尼（民兴党） | 5,245  | 50.18% | 268                                   | 2.56%  |        | 10,453 | 1,719  | 74.70% |
| 2020 | N42文那纳 | 沙查利朱斯汀（Sazali Justi）(沙统)     | 彼得安东尼（民兴党） | 5,245  | 50.18% | 32                                    | 0.31%  |        | 10,453 | 1,719  | 74.70% |
| 2020 | N42文那纳 | 马斯汀都马士（Masdin Tumas）（自民党） | 彼得安东尼（民兴党） | 5,245  | 50.18% | 23                                    | 0.22%  |        | 10,453 | 1,719  | 74.70% |